# Ponlat-Taillebourg
Pour les articles homonymes, voir Taillebourg.
Ponlat-Taillebourg est une commune française située dans l'ouest du département de la Haute-Garonne en région Occitanie.
Sur le plan historique et culturel, la commune est dans le pays de Comminges, correspondant à l’ancien comté de Comminges, circonscription de la province de Gascogne située sur les départements actuels du Gers, de la Haute-Garonne, des Hautes-Pyrénées et de l'Ariège. Exposée à un climat océanique altéré, elle est drainée par la Garonne, la Noue, le Lanedon, le Lavet, le ruisseau du Lavet de Derrière et par divers autres petits cours d'eau. La commune possède un patrimoine naturel remarquable : un site Natura 2000 (« Garonne, Ariège, Hers, Salat, Pique et Neste »), un espace protégé (« la Garonne, l'Ariège, l'Hers Vif et le Salat ») et cinq zones naturelles d'intérêt écologique, faunistique et floristique.
Ponlat-Taillebourg est une commune rurale qui compte 622 habitants en 2022, après avoir connu une forte hausse de la population depuis 1968. Elle fait partie de l'aire d'attraction de Saint-Gaudens..
Ses habitants sont appelés les Ponlatais pour Ponlat et les Taillebourgeois pour Taillebourg.

## Géographie

### Localisation
La commune de Ponlat-Taillebourg se trouve dans le département de la Haute-Garonne, en région Occitanie.
Sur le plan historique et culturel, Ponlat-Taillebourg fait partie du pays de Comminges, correspondant à l’ancien comté de Comminges, circonscription de la province de Gascogne située sur les départements actuels du Gers, de la Haute-Garonne, des Hautes-Pyrénées et de l'Ariège.
Elle se situe à 87 km à vol d'oiseau de Toulouse, préfecture du département, et à 10 km de Saint-Gaudens, sous-préfecture.
Les communes les plus proches sont : 
Clarac (2,7 km), Bordes-de-Rivière (2,8 km), Pointis-de-Rivière (3,1 km), Ausson (3,3 km), Huos (3,7 km), Les Tourreilles (3,9 km), Montréjeau (3,9 km), Le Cuing (3,9 km).
| Franquevielle (sur 50 m) | Loudet             | Le Cuing           |
| Les Tourreilles          | Ponlat-Taillebourg | Clarac             |
|                          | Ausson             | Pointis-de-Rivière |

### Hydrographie

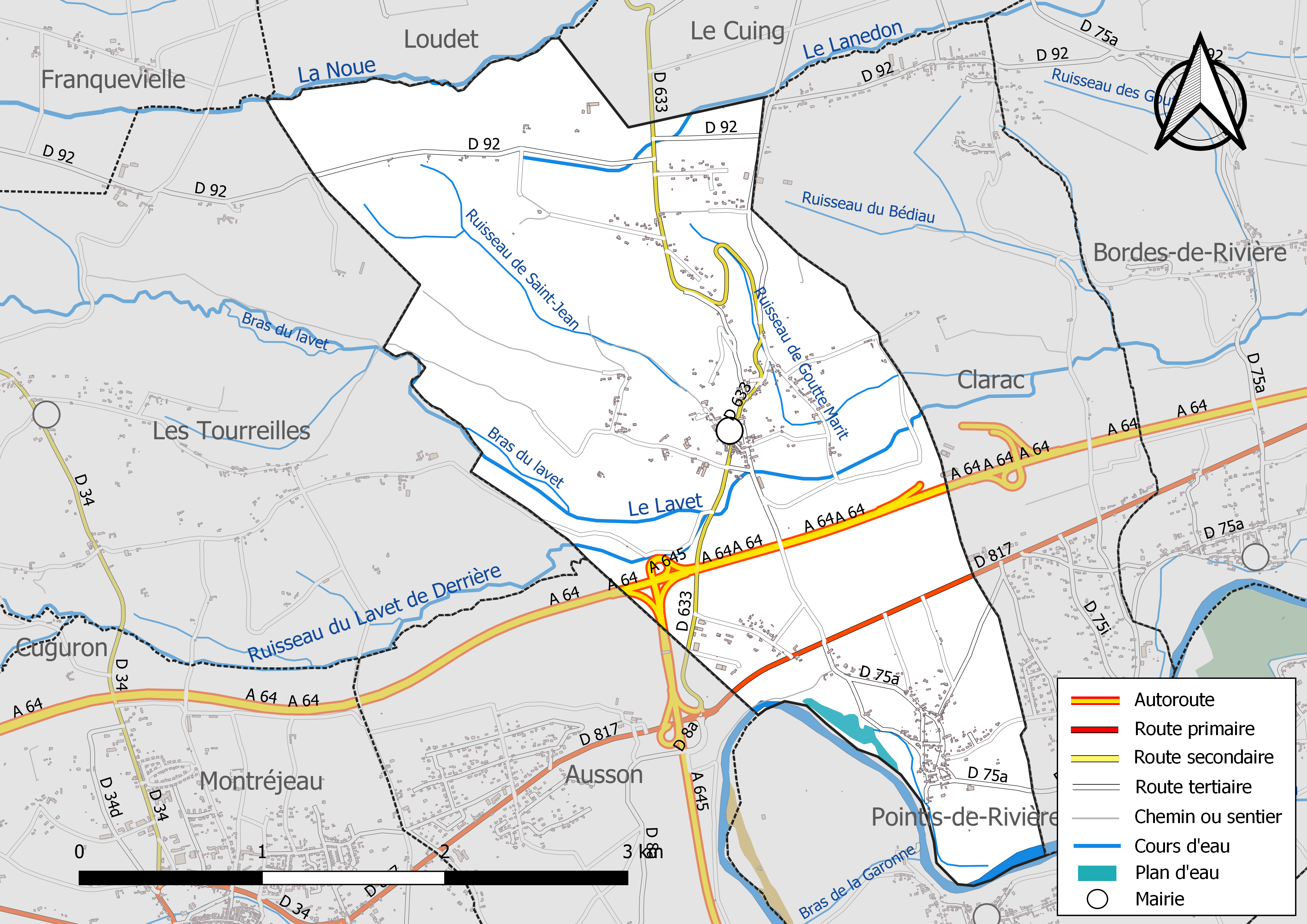
Réseaux hydrographique et routier de Ponlat-Taillebourg.

La commune est dans le bassin de la Garonne, au sein du bassin hydrographique Adour-Garonne. Elle est drainée par la Garonne, la Noue, le Lanedon, le Lavet, le ruisseau du Lavet de Derrière, un bras du lavet, le ruisseau de Goutte Marit, le ruisseau de Saint-Jean et par deux petits cours d'eau, constituant un réseau hydrographique de 14 km de longueur totale,.
La Garonne est un fleuve principalement français prenant sa source en Espagne et qui coule sur 529 km avant de se jeter dans l’océan Atlantique.
La Noue, d'une longueur totale de 44,2 km, prend sa source dans la commune de Franquevielle et s'écoule d'ouest en est. Elle traverse la commune et se jette dans la Garonne à Mancioux, après avoir traversé 17 communes.
Le Lanedon, d'une longueur totale de 10,8 km, prend sa source dans la commune et s'écoule d'ouest en est. Il traverse la commune et se jette dans la Noue à Saint-Ignan, après avoir traversé 7 communes.
Le Lavet, d'une longueur totale de 16,7 km, prend sa source dans la commune de Saint-Laurent-de-Neste (65) et s'écoule d'ouest en est. Il traverse la commune et se jette dans la Garonne à Villeneuve-de-Rivière, après avoir traversé 8 communes.
Le ruisseau du Lavet de Derrière, d'une longueur totale de 14,3 km, prend sa source dans la commune de Cantaous (65) et s'écoule d'ouest en est. Il se jette dans le Lavet sur le territoire communal, après avoir traversé 8 communes.

### Climat
Pour des articles plus généraux, voir Climat de l'Occitanie et Climat de la Haute-Garonne.
En 2010, le climat de la commune est de type climat océanique altéré, selon une étude s'appuyant sur une série de données couvrant la période 1971-2000. En 2020, Météo-France publie une typologie des climats de la France métropolitaine dans laquelle la commune est exposée à un climat de montagne ou de marges de montagne et est dans la région climatique Pyrénées centrales, caractérisée par une pluviométrie annuelle de 1 000 à 1 200 mm.
Pour la période 1971-2000, la température annuelle moyenne est de 11,8 °C, avec une amplitude thermique annuelle de 14,7 °C. Le cumul annuel moyen de précipitations est de 967 mm, avec 10,2 jours de précipitations en janvier et 6,6 jours en juillet. Pour la période 1991-2020, la température moyenne annuelle observée sur la station météorologique la plus proche, située sur la commune de Clarac à 3 km à vol d'oiseau, est de 12,5 °C et le cumul annuel moyen de précipitations est de 804,9 mm,. Pour l'avenir, les paramètres climatiques de la commune estimés pour 2050 selon différents scénarios d'émission de gaz à effet de serre sont consultables sur un site dédié publié par Météo-France en novembre 2022.

### Milieux naturels et biodiversité

#### Espaces protégés
La protection réglementaire est le mode d’intervention le plus fort pour préserver des espaces naturels remarquables et leur biodiversité associée,.
Un  espace protégé est présent sur la commune : 
« la Garonne, l'Ariège, l'Hers Vif et le Salat », objet d'un arrêté de protection de biotope, d'une superficie de 1 658,7 ha.

#### Réseau Natura 2000

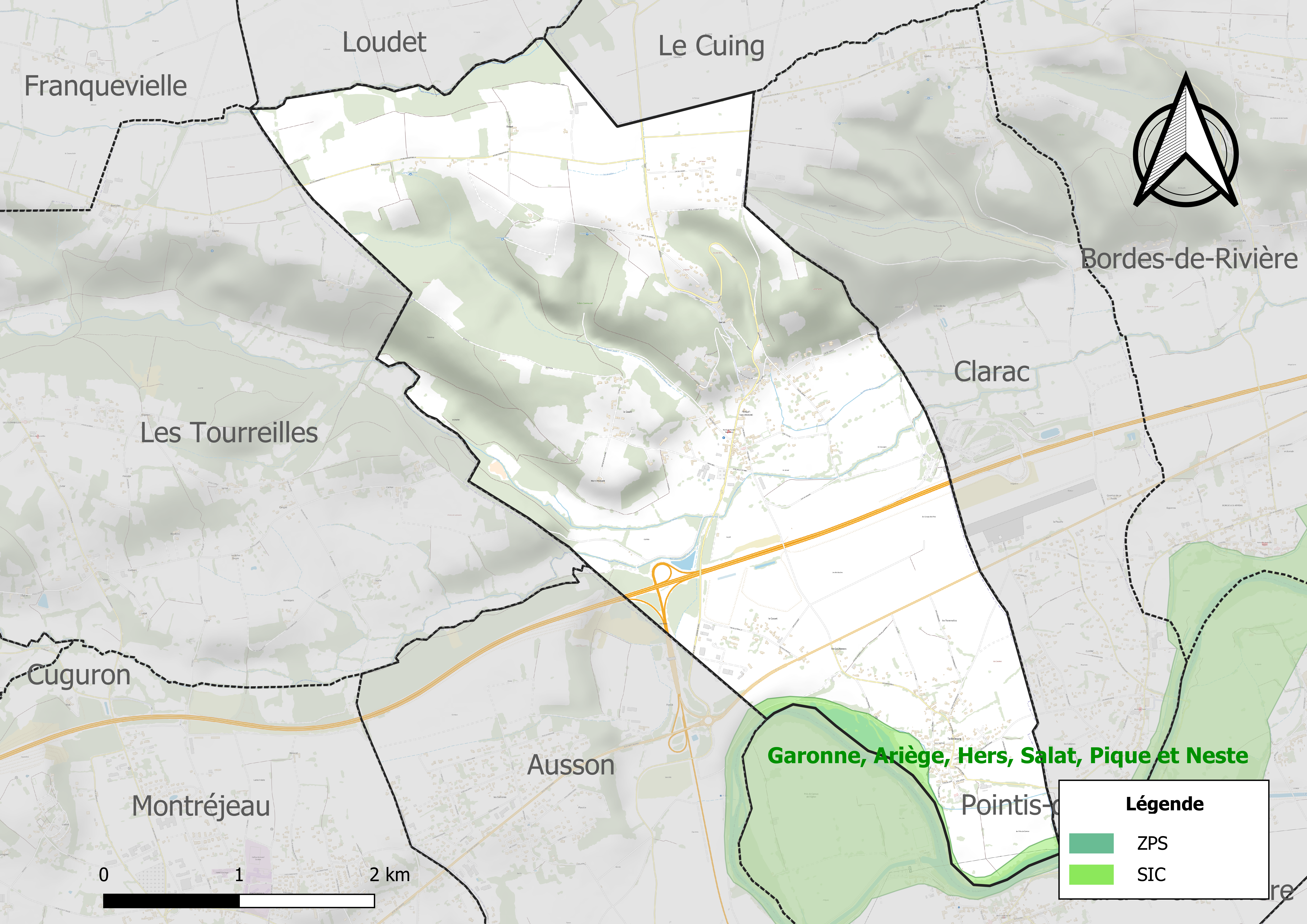
Site Natura 2000 sur le territoire communal.

Le réseau Natura 2000 est un réseau écologique européen de sites naturels d'intérêt écologique élaboré à partir des directives habitats et oiseaux, constitué de zones spéciales de conservation (ZSC) et de zones de protection spéciale (ZPS).
Un site Natura 2000 a été défini sur la commune au titre de la directive habitats : « Garonne, Ariège, Hers, Salat, Pique et Neste », d'une superficie de 9 581 ha, un réseau hydrographique pour les poissons migrateurs (zones de frayères actives et potentielles importantes pour le Saumon en particulier qui fait l'objet d'alevinages réguliers et dont des adultes atteignent déjà Foix sur l'Ariège.

#### Zones naturelles d'intérêt écologique, faunistique et floristique

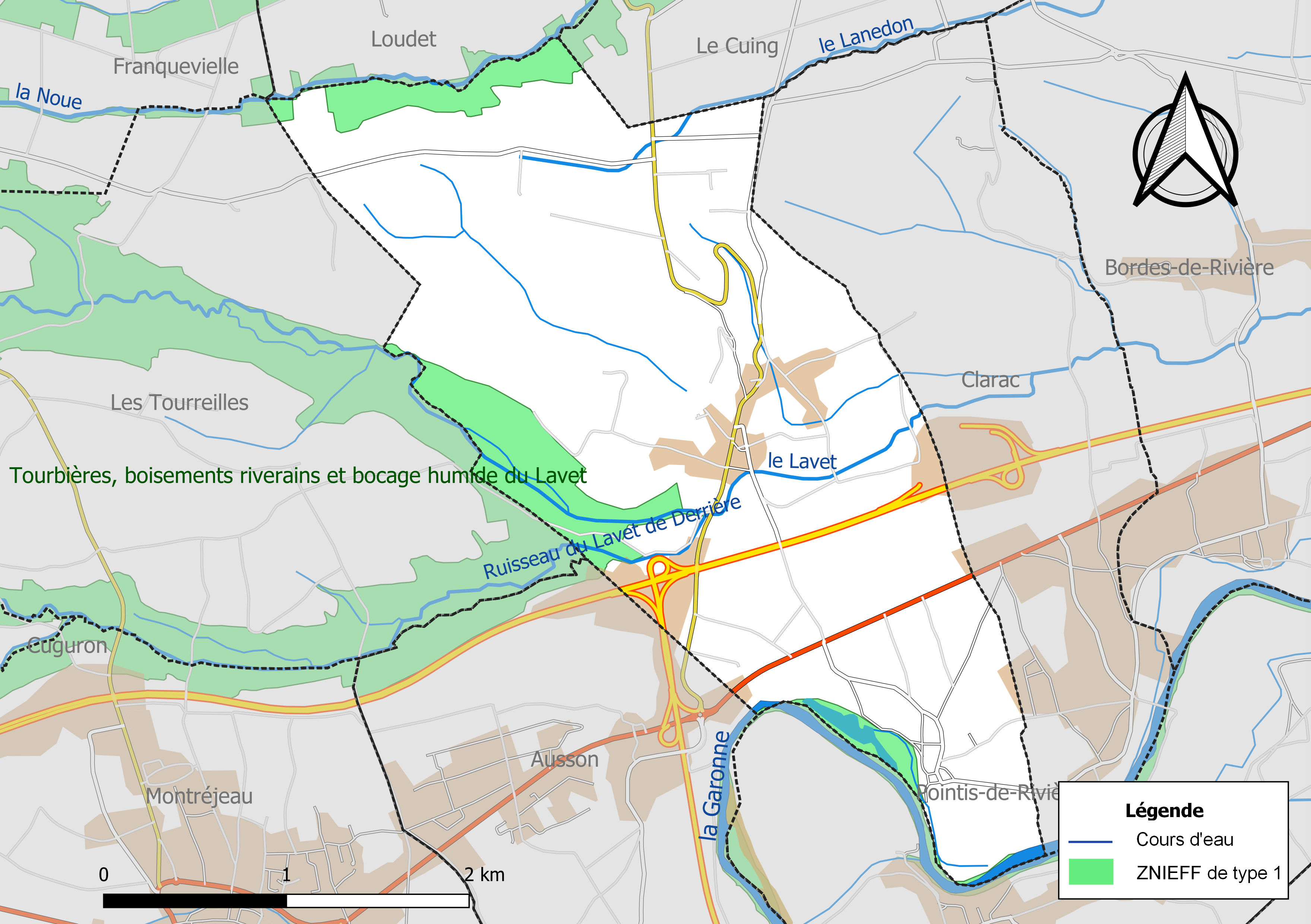
Carte des ZNIEFF de type 1 localisées sur la commune.

L’inventaire des zones naturelles d'intérêt écologique, faunistique et floristique (ZNIEFF) a pour objectif de réaliser une couverture des zones les plus intéressantes sur le plan écologique, essentiellement dans la perspective d’améliorer la connaissance du patrimoine naturel national et de fournir aux différents décideurs un outil d’aide à la prise en compte de l’environnement dans l’aménagement du territoire.
Trois ZNIEFF de type 1 sont recensées sur la commune :
- « la Garonne de Montréjeau jusqu'à Lamagistère » (5 075 ha), couvrant 92 communes dont 63 dans la Haute-Garonne, trois en Lot-et-Garonne et 26 en Tarn-et-Garonne[26] ;
- les « prairies humides et milieux riverains des lits supérieurs de la Louge et la Noue » (798 ha), couvrant 7 communes du département[27],
- les « tourbières, boisements riverains et bocage humide du Lavet » (873 ha), couvrant 9 communes dont six dans la Haute-Garonne et trois dans les Hautes-Pyrénées[28] ;

et deux ZNIEFF de type 2, : 
- l'« Amont des bassins de la Louge, de la Save, du Lavet et de la Noue et landes orientales du Lannemezan » (5 833 ha), couvrant 18 communes dont 14 dans la Haute-Garonne et quatre dans les Hautes-Pyrénées[29] ;
- « la Garonne et milieux riverains, en aval de Montréjeau » (6 874 ha), couvrant 93 communes dont 64 dans la Haute-Garonne, trois en Lot-et-Garonne et 26 en Tarn-et-Garonne[30].

## Urbanisme

### Typologie
Au 1er janvier 2024, Ponlat-Taillebourg est catégorisée commune rurale à habitat dispersé, selon la nouvelle grille communale de densité à sept niveaux définie par l'Insee en 2022.
Elle est située hors unité urbaine. Par ailleurs la commune fait partie de l'aire d'attraction de Saint-Gaudens, dont elle est une commune de la couronne,. Cette aire, qui regroupe 85 communes, est catégorisée dans les aires de moins de 50 000 habitants,.

### Occupation des sols

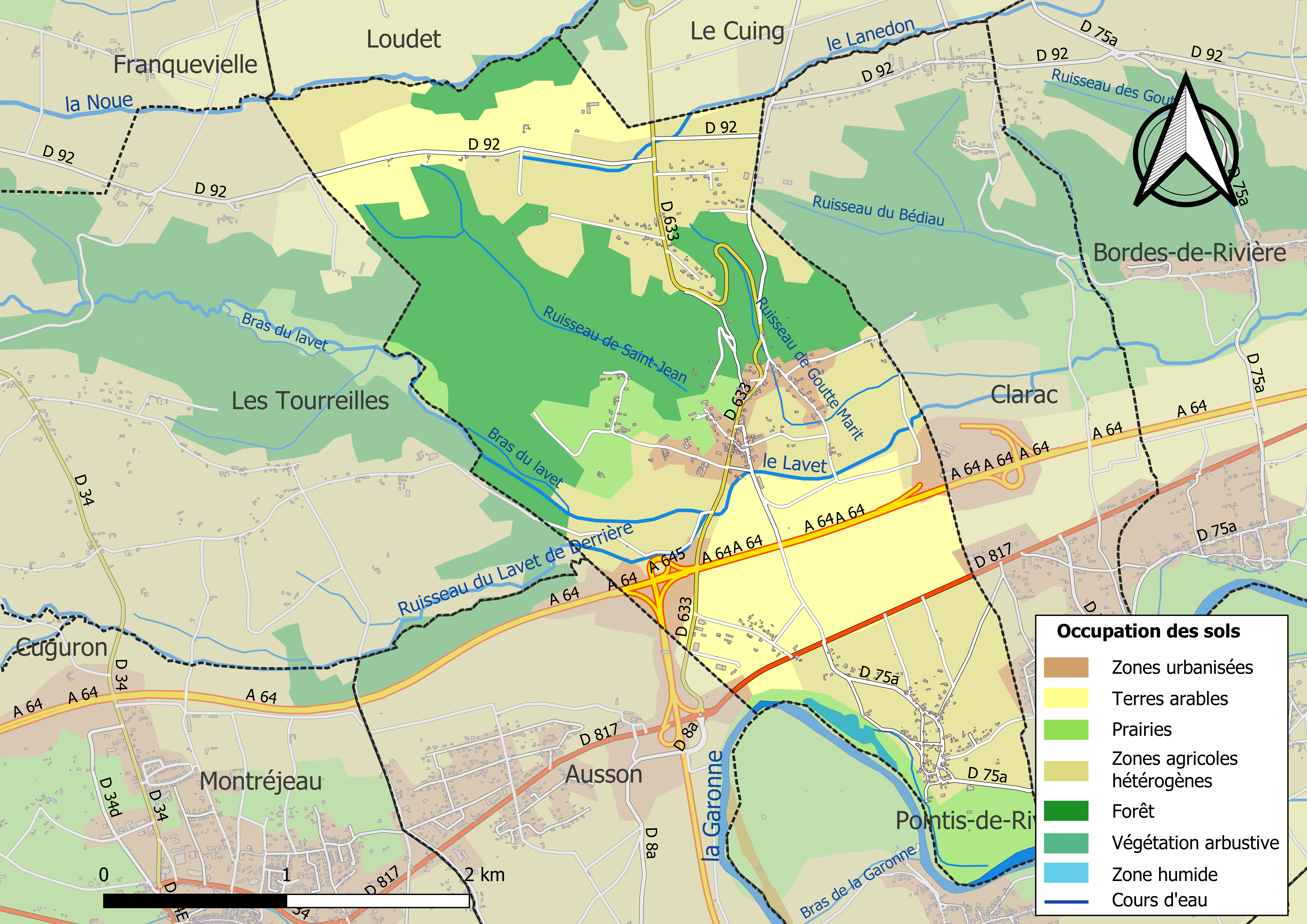
Carte des infrastructures et de l'occupation des sols de la commune en 2018 (CLC).

L'occupation des sols de la commune, telle qu'elle ressort de la base de données européenne d’occupation biophysique des sols Corine Land Cover (CLC), est marquée par l'importance des territoires agricoles (61 % en 2018), en diminution par rapport à 1990 (66 %). La répartition détaillée en 2018 est la suivante : 
zones agricoles hétérogènes (31,6 %), forêts (28,1 %), terres arables (19,4 %), prairies (9,9 %), zones urbanisées (6,4 %), zones industrielles ou commerciales et réseaux de communication (4,6 %). L'évolution de l’occupation des sols de la commune et de ses infrastructures peut être observée sur les différentes représentations cartographiques du territoire : la carte de Cassini (XVIIIe siècle), la carte d'état-major (1820-1866) et les cartes ou photos aériennes de l'IGN pour la période actuelle (1950 à aujourd'hui).

### Voies de communication et transports
Accès par l'autoroute A64 et l'ancienne route nationale 633 la RD 633 ainsi qu'avec la ligne régulière de transport interurbain du réseau Arc-en-ciel (anciennement SEMVAT).

### Risques majeurs
Le territoire de la commune de Ponlat-Taillebourg est vulnérable à différents aléas naturels : météorologiques (tempête, orage, neige, grand froid, canicule ou sécheresse), inondations et séisme (sismicité modérée). Il est également exposé à un risque technologique, la rupture d'un barrage. Un site publié par le BRGM permet d'évaluer simplement et rapidement les risques d'un bien localisé soit par son adresse soit par le numéro de sa parcelle.

#### Risques naturels
Certaines parties du territoire communal sont susceptibles d’être affectées par le risque d’inondation par débordement de cours d'eau, notamment le Noue, le Lavet, le ruisseau du Lavet de Derrière et le Lanedon. La commune a été reconnue en état de catastrophe naturelle au titre des dommages causés par les inondations et coulées de boue survenues en 1982, 1999, 2009, 2013 et 2022,.

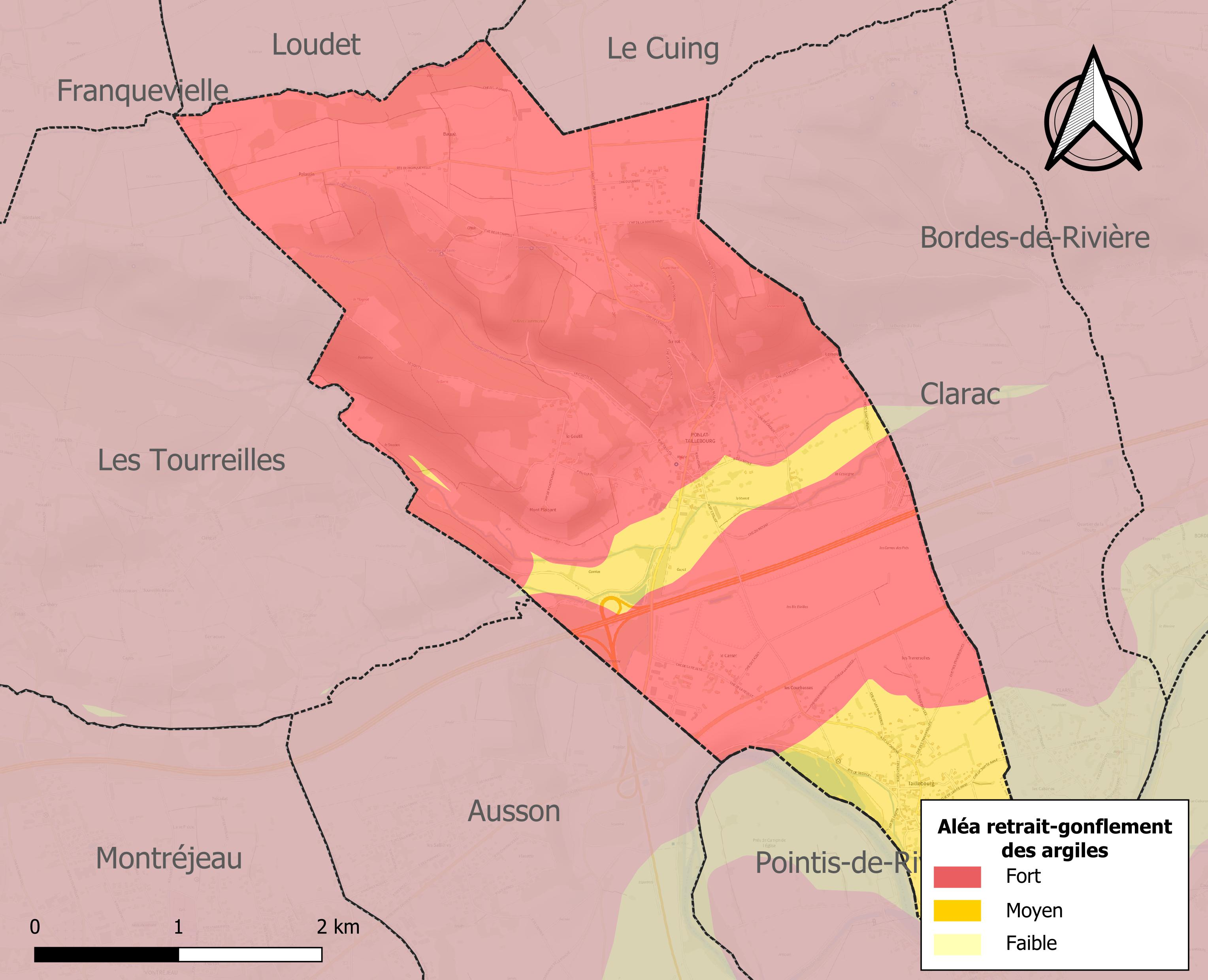
Carte des zones d'aléa retrait-gonflement des sols argileux de Ponlat-Taillebourg.

Le retrait-gonflement des sols argileux est susceptible d'engendrer des dommages importants aux bâtiments en cas d’alternance de périodes de sécheresse et de pluie. La totalité de la commune est en aléa moyen ou fort (88,8 % au niveau départemental et 48,5 % au niveau national). Sur les 279 bâtiments dénombrés sur la commune en 2019, 279 sont en aléa moyen ou fort, soit 100 %, à comparer aux 98 % au niveau départemental et 54 % au niveau national. Une cartographie de l'exposition du territoire national au retrait gonflement des sols argileux est disponible sur le site du BRGM,.
Par ailleurs, afin de mieux appréhender le risque d’affaissement de terrain, l'inventaire national des cavités souterraines permet de localiser celles situées sur la commune.
Concernant les mouvements de terrains, la commune a été reconnue en état de catastrophe naturelle au titre des dommages causés par la sécheresse en 1989 et par des mouvements de terrain en 1999.

#### Risques technologiques
La commune est en outre située en aval des barrages du Portillon, de Cap de Long (Hautes-Pyrénées) et de l'Oule (Hautes-Pyrénées). À ce titre elle est susceptible d’être touchée par l’onde de submersion consécutive à la rupture d'un de ces ouvrages.

## Politique et administration

### Rattachements administratifs et électoraux
Commune faisant partie de la huitième circonscription de la Haute-Garonne, de la communauté de communes Cœur et Coteaux du Comminges et du canton de Saint-Gaudens (avant le redécoupage départemental de 2014, Ponlat-Taillebourg faisait partie de l'ex-canton de Montréjeau). Avant le 1er janvier 2017, elle faisait partie de la communauté de communes Nébouzan-Rivière-Verdun. La commune est également membre du SIVOM de Saint-Gaudens Montréjeau Aspet Magnoac.

### Liste des maires

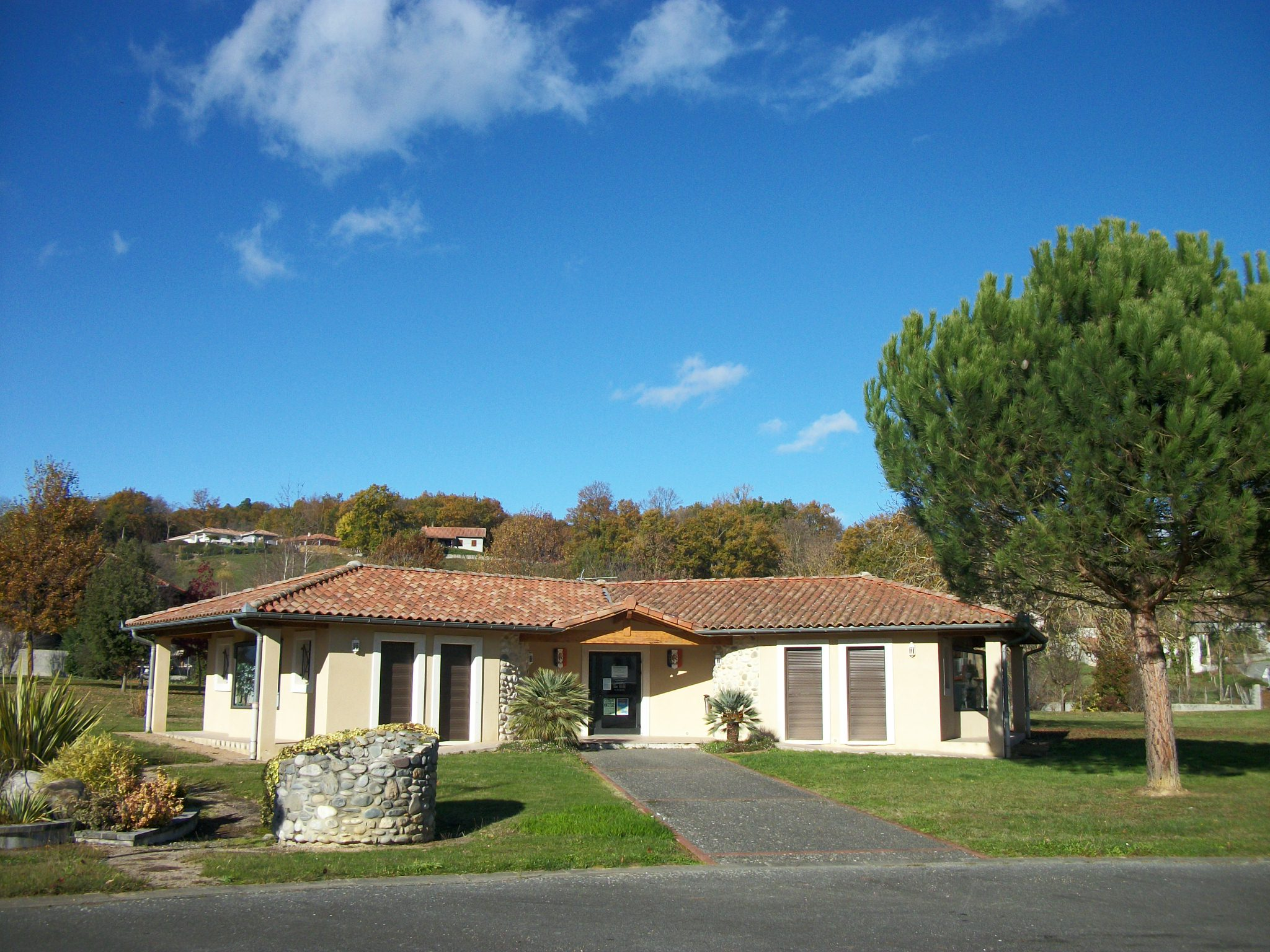
Mairie de Ponlat-Taillebourg

| Période                                  | Période                  | Identité        | Étiquette | Qualité                                       |
| ---------------------------------------- | ------------------------ | --------------- | --------- | --------------------------------------------- |
| juin 1995                                | 9 avril 2018 (Démission) | Patrick Doucède | PRG       | Permanent politique Ancien conseiller général |
| juin 2018                                | En cours                 | Gilles Fourties |           |                                               |
| Les données manquantes sont à compléter. |                          |                 |           |                                               |

## Population et société

### Démographie
| 1793 | 1800 | 1806 | 1821 | 1831 | 1836 | 1841 | 1846 | 1851 |
| ---- | ---- | ---- | ---- | ---- | ---- | ---- | ---- | ---- |
| 560  | 459  | 530  | 589  | 682  | 734  | 779  | 826  | 812  |

| 1856 | 1861 | 1866 | 1872 | 1876 | 1881 | 1886 | 1891 | 1896 |
| ---- | ---- | ---- | ---- | ---- | ---- | ---- | ---- | ---- |
| 849  | 747  | 750  | 737  | 699  | 707  | 713  | 863  | 847  |

| 1901 | 1906 | 1911 | 1921 | 1926 | 1931 | 1936 | 1946 | 1954 |
| ---- | ---- | ---- | ---- | ---- | ---- | ---- | ---- | ---- |
| 593  | 613  | 577  | 508  | 452  | 469  | 459  | 413  | 381  |

| 1962 | 1968 | 1975 | 1982 | 1990 | 1999 | 2004 | 2006 | 2009 |
| ---- | ---- | ---- | ---- | ---- | ---- | ---- | ---- | ---- |
| 359  | 357  | 381  | 383  | 461  | 457  | 532  | 574  | 562  |

| 2014 | 2019 | 2022 | - | - | - | - | - | - |
| ---- | ---- | ---- | - | - | - | - | - | - |
| 622  | 596  | 622  | - | - | - | - | - | - |

| selon la population municipale des années : | 1968 | 1975 | 1982 | 1990 | 1999 | 2006 | 2009 | 2013 |
| Rang de la commune dans le département      | 194  | 185  | 240  | 209  | 219  | 209  | 215  | 214  |
| Nombre de communes du département           | 592  | 582  | 586  | 588  | 588  | 588  | 589  | 589  |

### Enseignement
Ponlat-Taillebourg fait partie de l'académie de Toulouse.
En 2018, Ponlat-Taillebourg a une école maternelle.

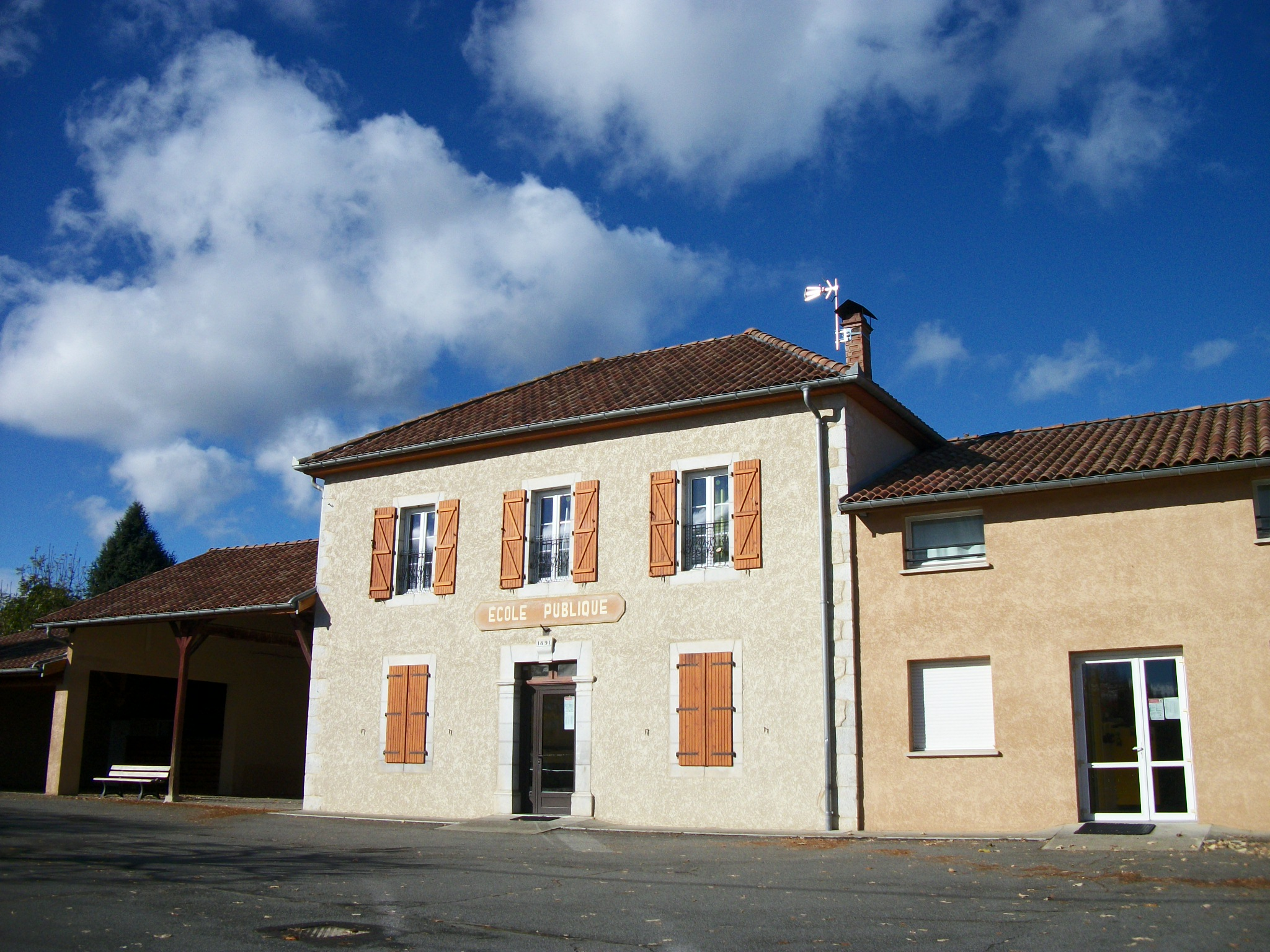
École maternelle de Ponlat-Taillebourg

### Manifestations culturelles et festivités

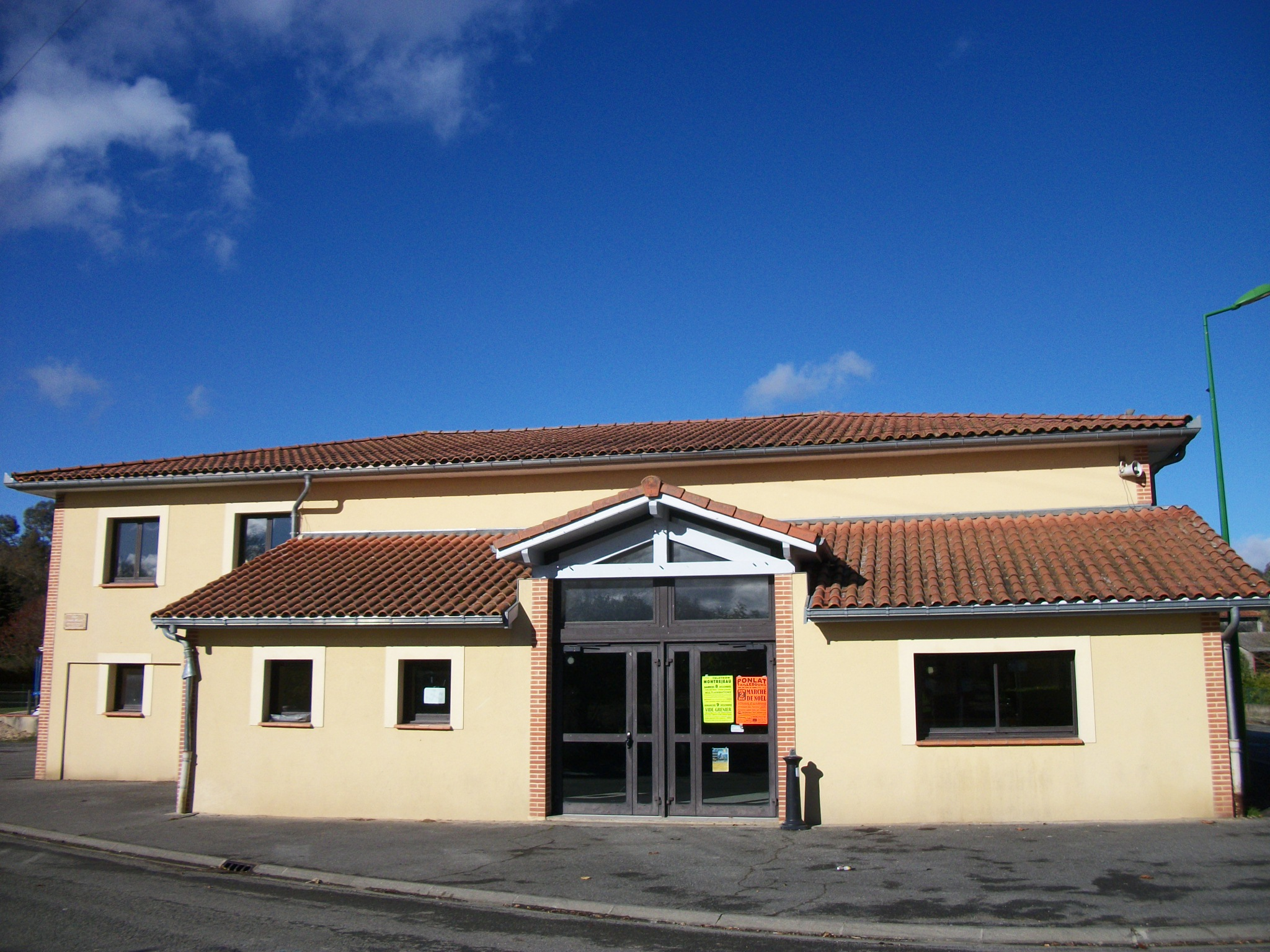
Salle des fêtes de Ponlat

## Économie

### Revenus
En 2018  (données Insee publiées en septembre 2021), la commune compte 246 ménages fiscaux, regroupant 568 personnes. La médiane du revenu disponible par unité de consommation est de 21 250 € (23 140 € dans le département).

### Emploi
|                | 2008  | 2013  | 2018  |
| -------------- | ----- | ----- | ----- |
| Commune        | 6,8 % | 9,5 % | 8,7 % |
| Département    | 7,7 % | 9,6 % | 9,3 % |
| France entière | 8,3 % | 10 %  | 10 %  |

En 2018, la population âgée de 15 à 64 ans s'élève à 363 personnes, parmi lesquelles on compte 76,7 % d'actifs (68 % ayant un emploi et 8,7 % de chômeurs) et 23,3 % d'inactifs,. Depuis 2008, le taux de chômage communal (au sens du recensement) des 15-64 ans est inférieur à celui de la France et du département.
La commune fait partie de la couronne de l'aire d'attraction de Saint-Gaudens, du fait qu'au moins 15 % des actifs travaillent dans le pôle,. Elle compte 81 emplois en 2018, contre 103 en 2013 et 80 en 2008. Le nombre d'actifs ayant un emploi résidant dans la commune est de 249, soit un indicateur de concentration d'emploi de 32,4 % et un taux d'activité parmi les 15 ans ou plus de 55,8 %.
Sur ces 249 actifs de 15 ans ou plus ayant un emploi, 25 travaillent dans la commune, soit 10 % des habitants. Pour se rendre au travail, 93,9 % des habitants utilisent un véhicule personnel ou de fonction à quatre roues, 1,6 % les transports en commun, 2,8 % s'y rendent en deux-roues, à vélo ou à pied et 1,6 % n'ont pas besoin de transport (travail au domicile).

### Activités hors agriculture
38 établissements sont implantés  à Ponlat-Taillebourg au 31 décembre 2019. Le tableau ci-dessous en détaille le nombre par secteur d'activité et compare les ratios avec ceux du département,.
| Secteur d'activité                                                                                        | Commune | Commune | Département |
| Secteur d'activité                                                                                        | Nombre  | %       | %           |
| --- | ------- | ------- | ----------- |
| Ensemble                                                                                                  | 38      |         |             |
| Industrie manufacturière, industries extractives et autres                                                | 4       | 10,5 %  | (5,7 %)     |
| Construction                                                                                              | 12      | 31,6 %  | (12 %)      |
| Commerce de gros et de détail, transports, hébergement et restauration                                    | 11      | 28,9 %  | (25,9 %)    |
| Activités immobilières                                                                                    | 1       | 2,6 %   | (4,2 %)     |
| Activités spécialisées, scientifiques et techniques et activités de services administratifs et de soutien | 5       | 13,2 %  | (19,8 %)    |
| Administration publique, enseignement, santé humaine et action sociale                                    | 5       | 13,2 %  | (16,6 %)    |

Le secteur de la construction est prépondérant sur la commune puisqu'il représente 31,6 % du nombre total d'établissements de la commune (12 sur les 38 entreprises implantées  à Ponlat-Taillebourg), contre 12 % au niveau départemental.

### Agriculture
La commune est dans les « Coteaux de Gascogne », une petite région agricole occupant une partie ouest du département de la Haute-Garonne, constitué d'un relief de cuestas et de vallées peu profondes, creusés par les rivières issues du massif pyrénéen, avec une activité de polyculture et d’élevage. En 2020, l'orientation technico-économique de l'agriculture  sur la commune est l'élevage bovin, orientation mixte lait et viande.
|               | 1988 | 2000 | 2010 | 2020 |
| ------------- | ---- | ---- | ---- | ---- |
| Exploitations | 36   | 24   | 15   | 13   |
| SAU (ha)      | 606  | 423  | 470  | 320  |

Le nombre d'exploitations agricoles en activité et ayant leur siège dans la commune est passé de 36 lors du recensement agricole de 1988  à 24 en 2000 puis à 15 en 2010 et enfin à 13 en 2020, soit une baisse de 64 % en 32 ans. Le même mouvement est observé à l'échelle du département qui a perdu pendant cette période 57 % de ses exploitations,. La surface agricole utilisée sur la commune a également diminué, passant de 606 ha en 1988 à 320 ha en 2020. Parallèlement la surface agricole utilisée moyenne par exploitation a augmenté, passant de 17 à 25 ha.

## Culture locale et patrimoine

### Lieux et monuments

#### Ponlat
- Monument aux morts.
- Église Saint-Jean.
- Statues de saint Joseph et de Notre-Dame de Lourdes placées devant l'église.
- Croix monumentale en fer forgé avec au centre le Sacré-Coeur placée devant l'église.
- Oratoire de l'Immaculée Conception.
- Chapelle Saint-Jean.

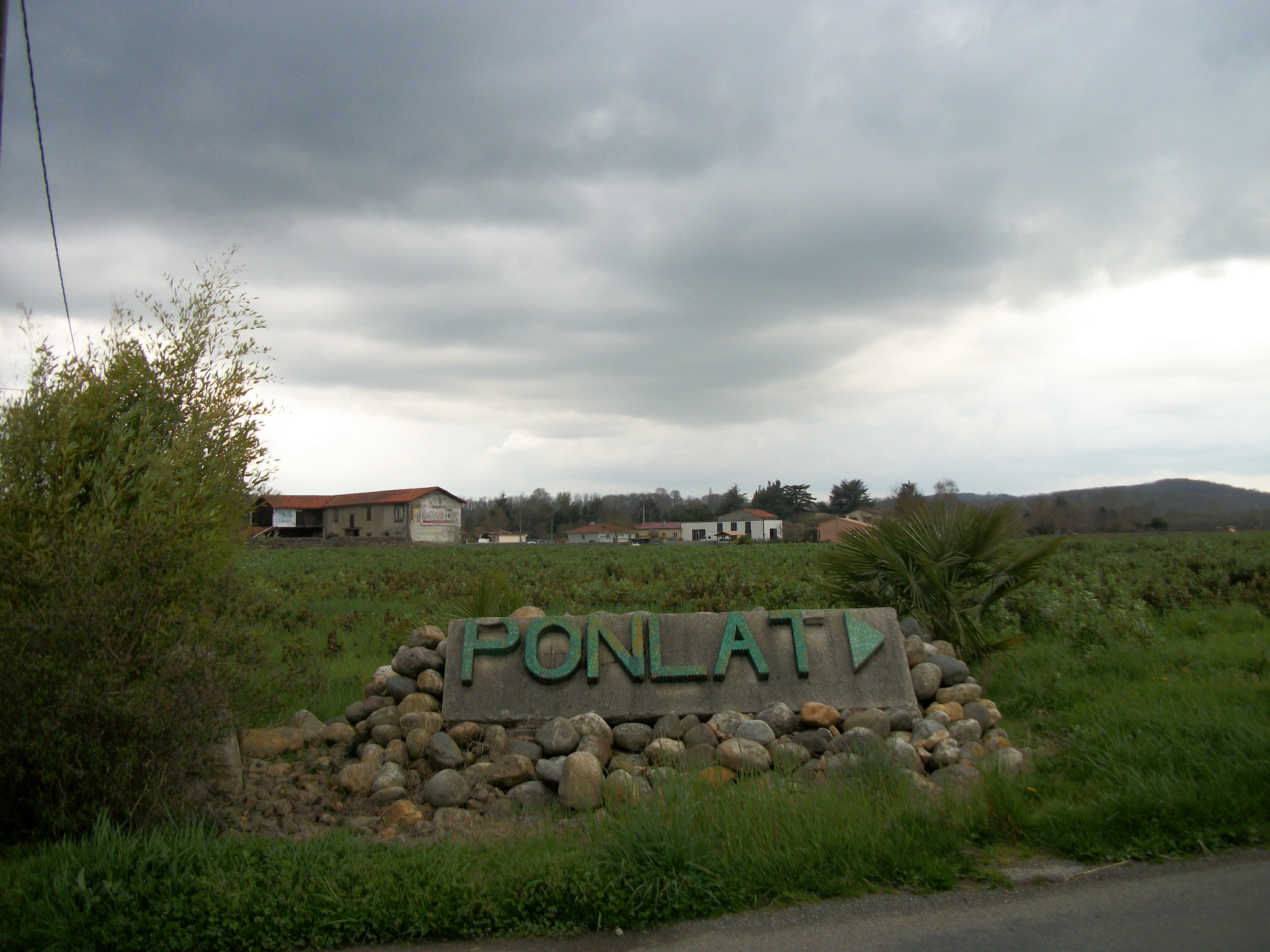
Monument décoratif indiquant la direction de Ponlat.
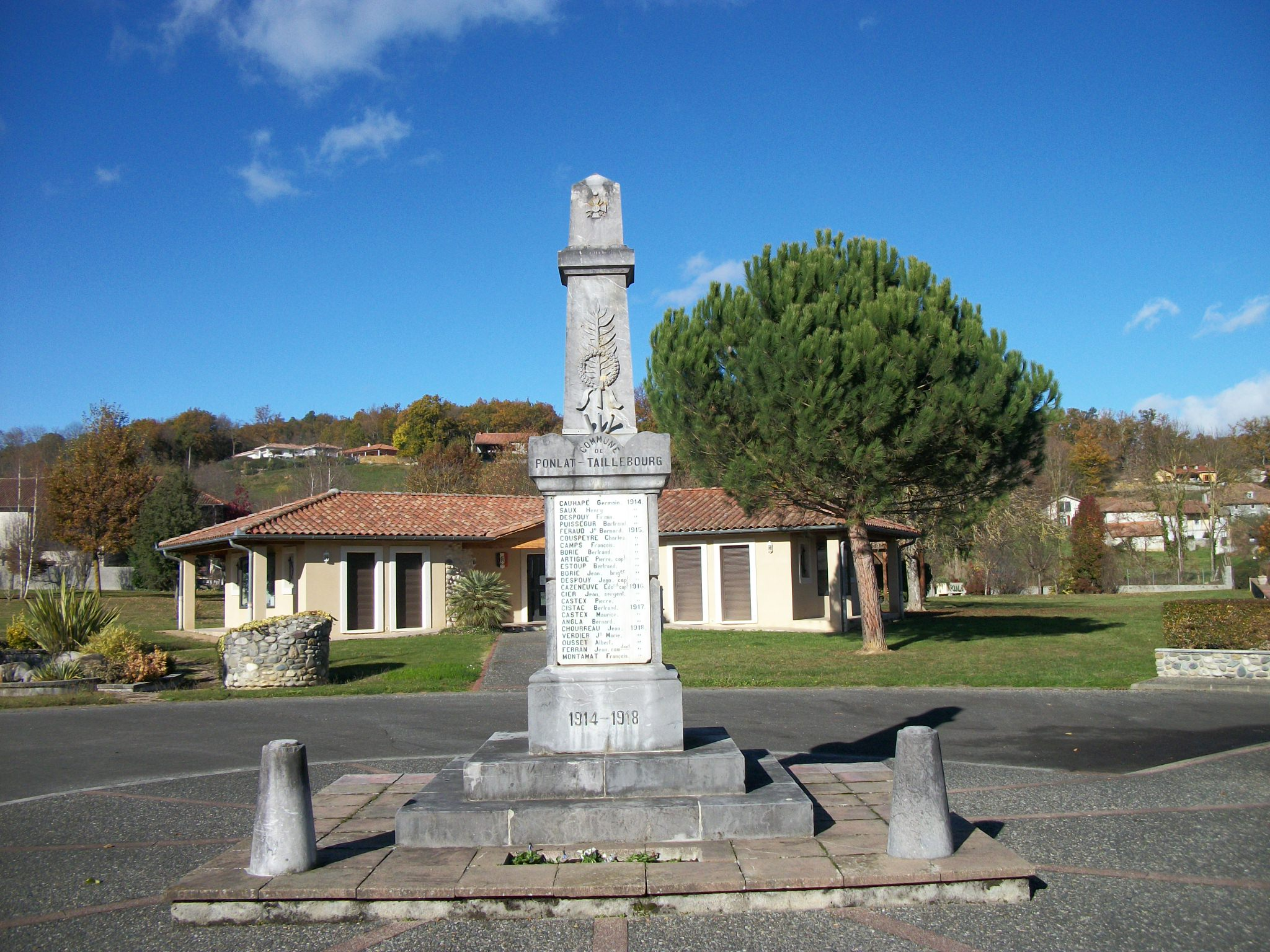
Monument aux morts à Ponlat.
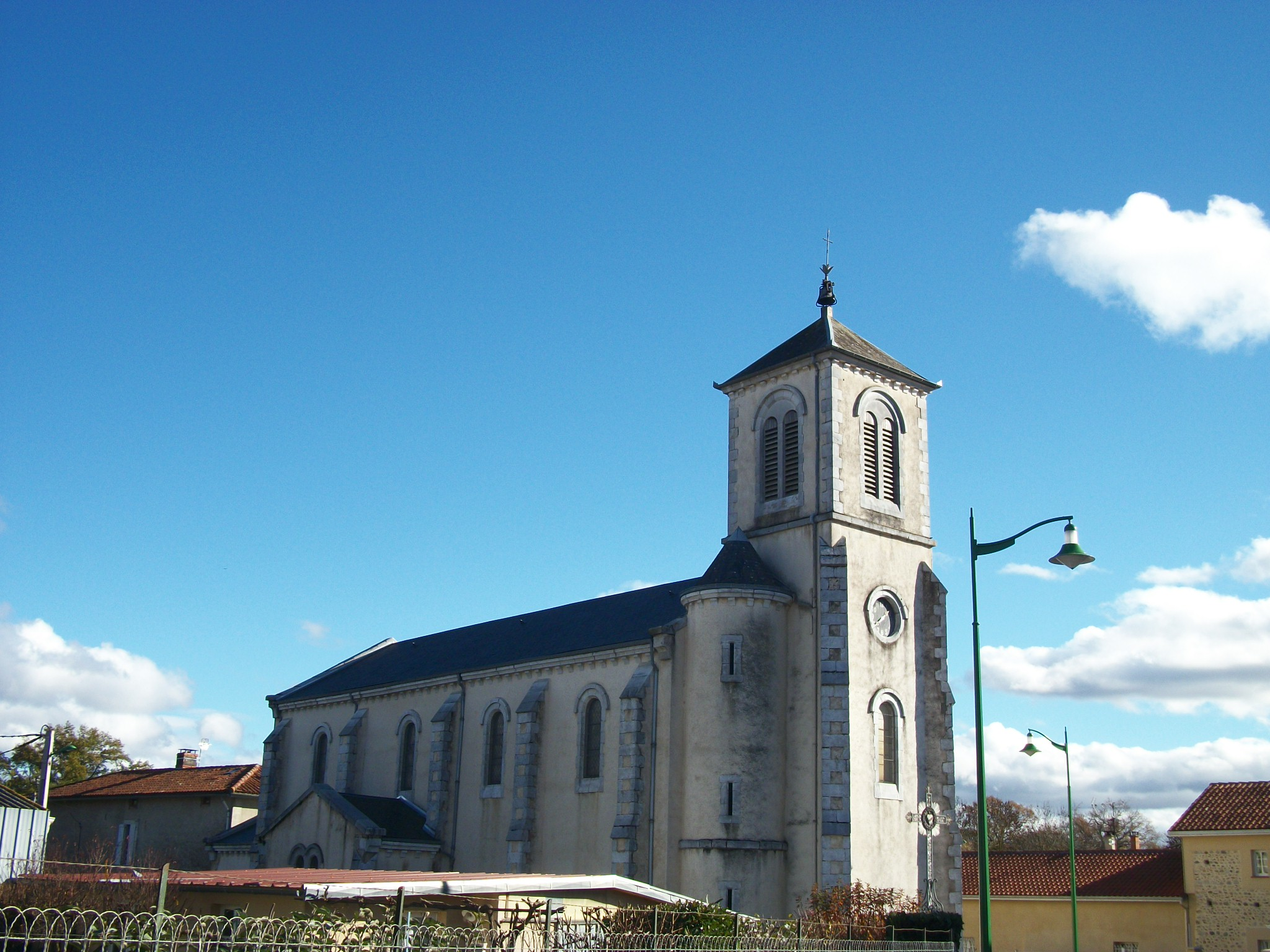
Église Saint-Jean à Ponlat, façade nord.
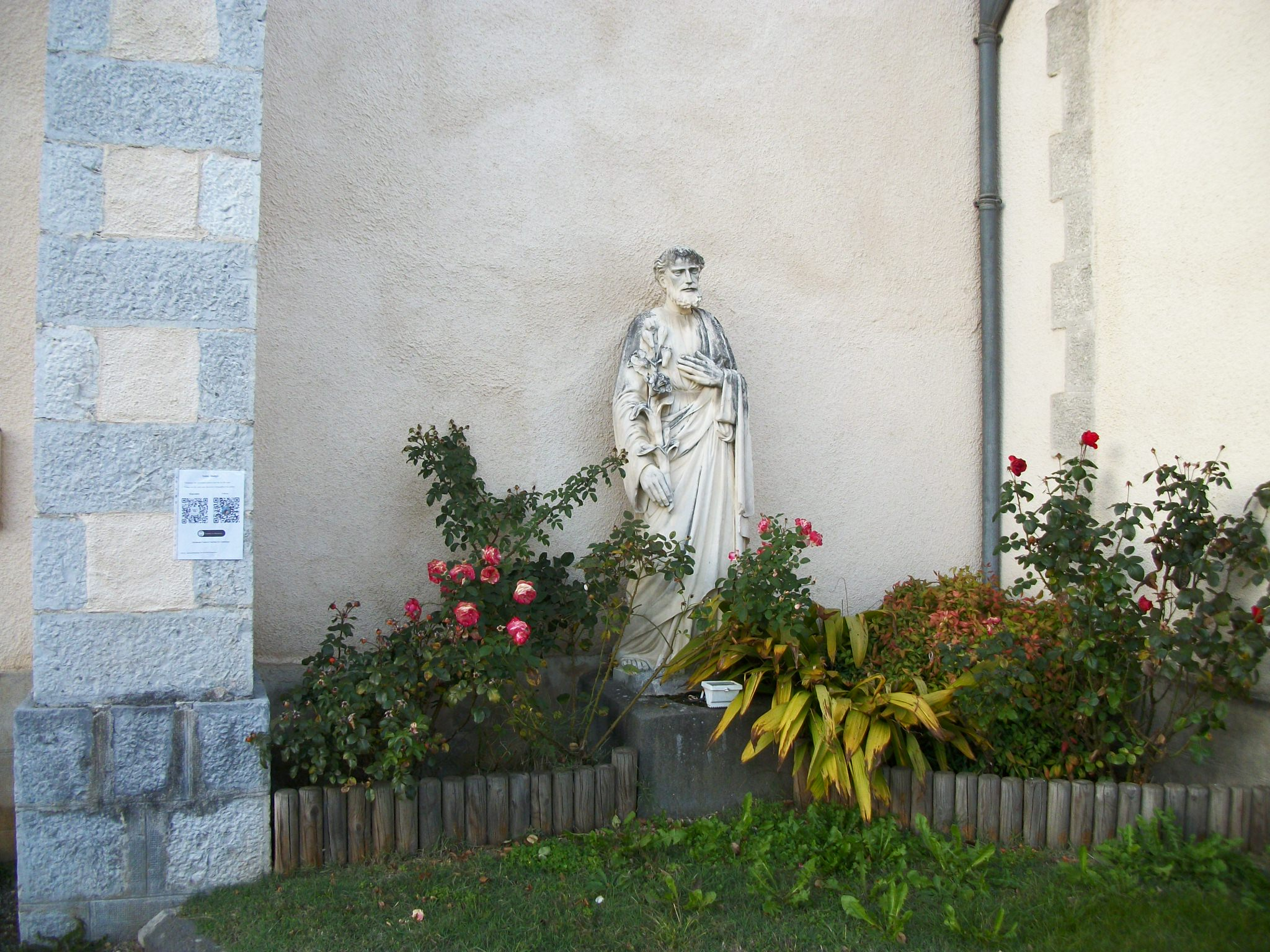
À droite de l'entrée de l'église, saint Joseph et sa biographie avec un QR code.

#### Taillebourg
- Monument aux morts.
- Croix en fer forgé.
- Foyer.
- Ancien château de la famille de Lassus.
- Puits décoratif.
- Boulodrome.
- La Garonnette est d'un ruisseau dont l'eau est déviée de la Garonne.

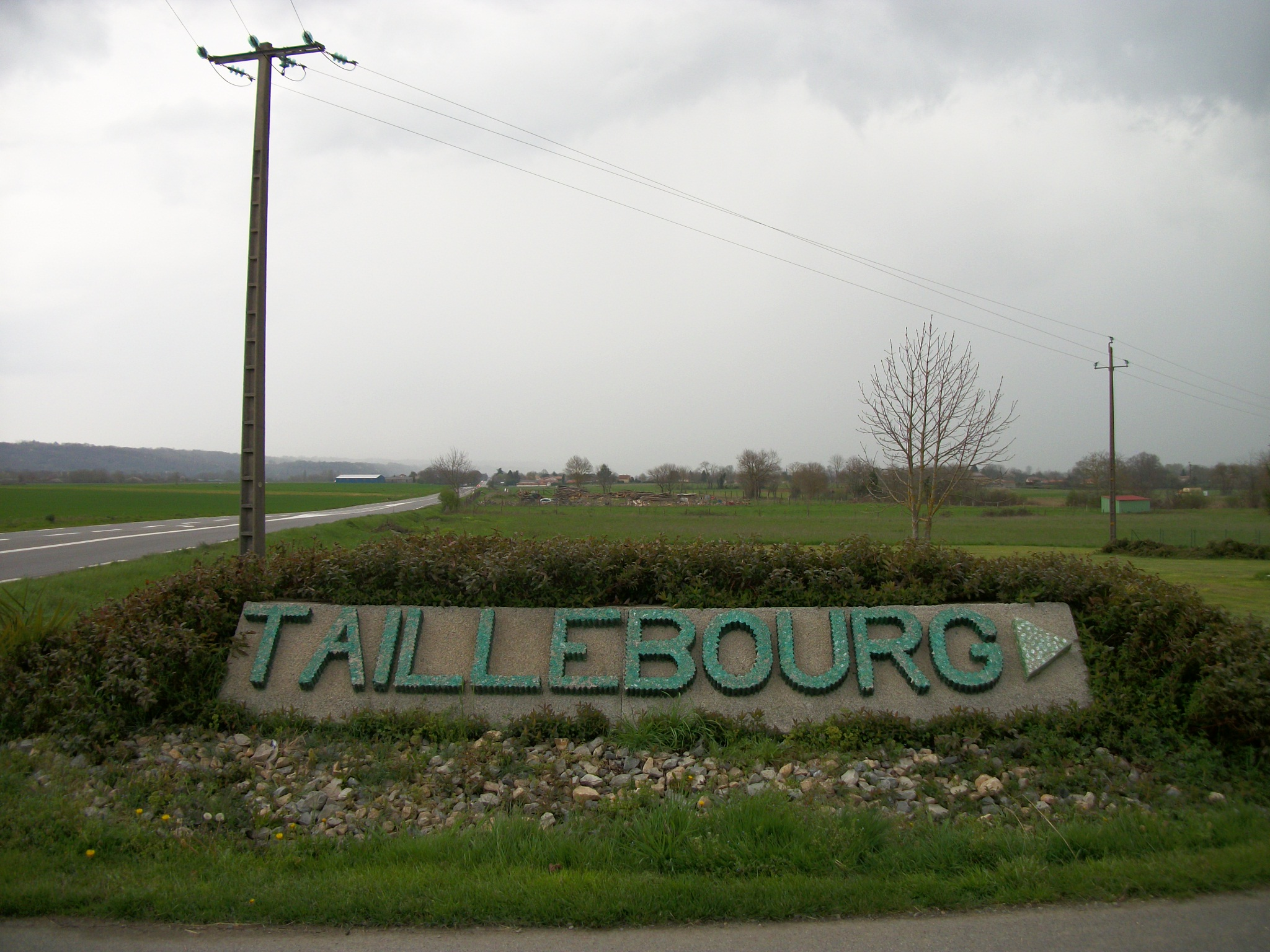
Monument décoratif indiquant la direction de Taillebourg.
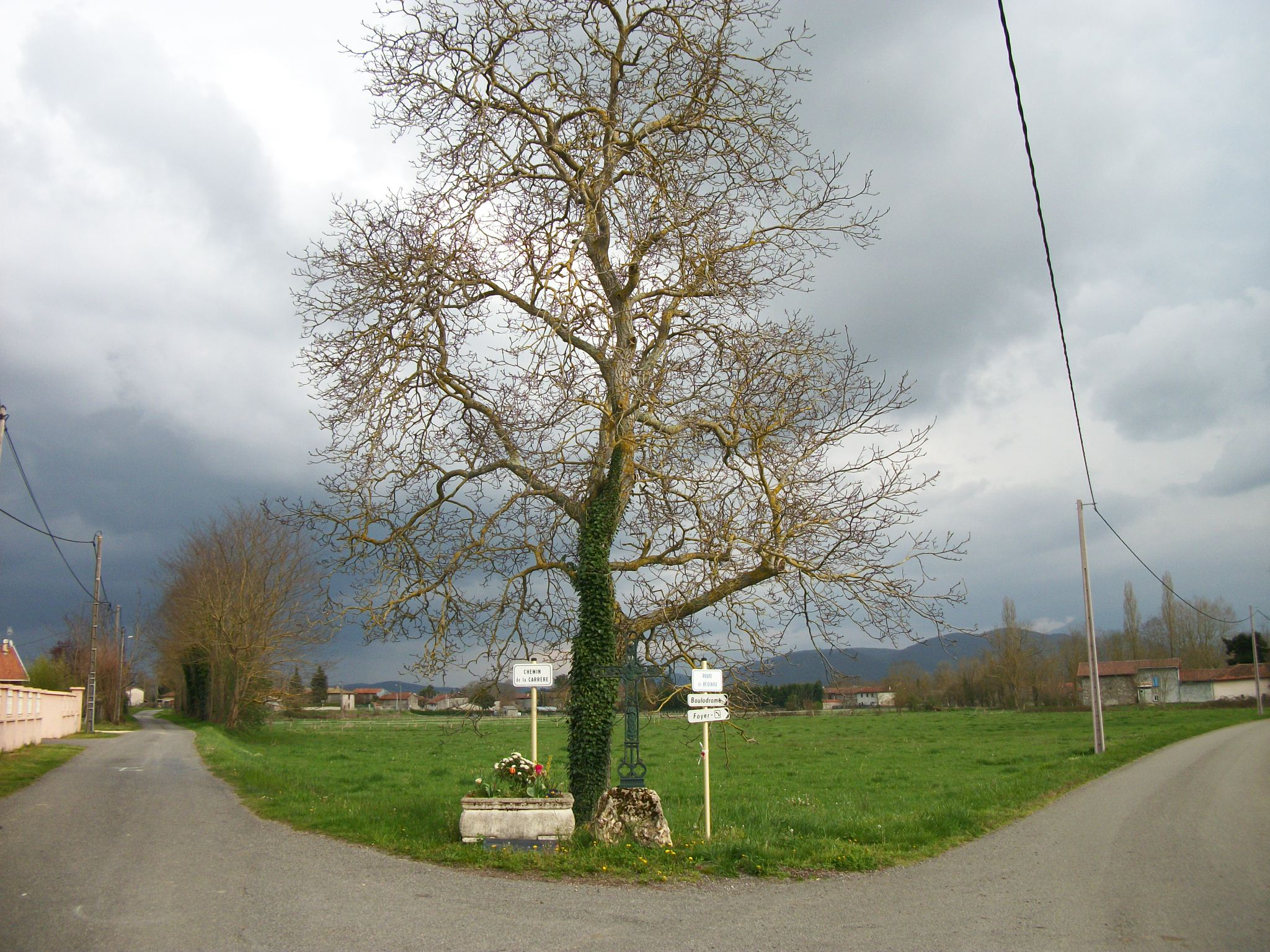
Chemins d'entrée vers le village.
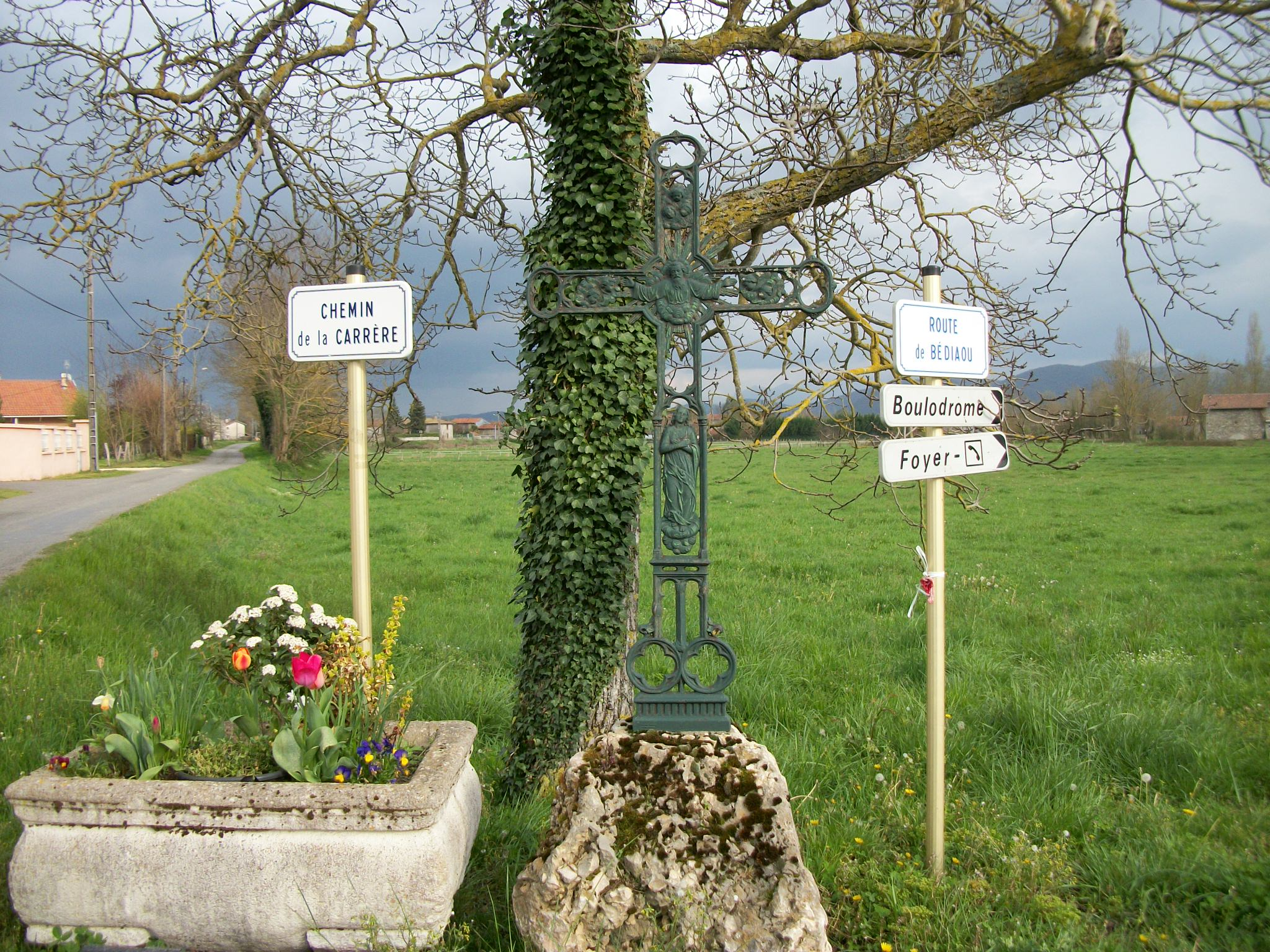
Croix en fer où est représenté au centre Dieu le Père accueillant les bras ouverts Marie au ciel, avec au-dessus, à gauche et à droite des anges, au-dessous est représentée l'Assomption de Marie.
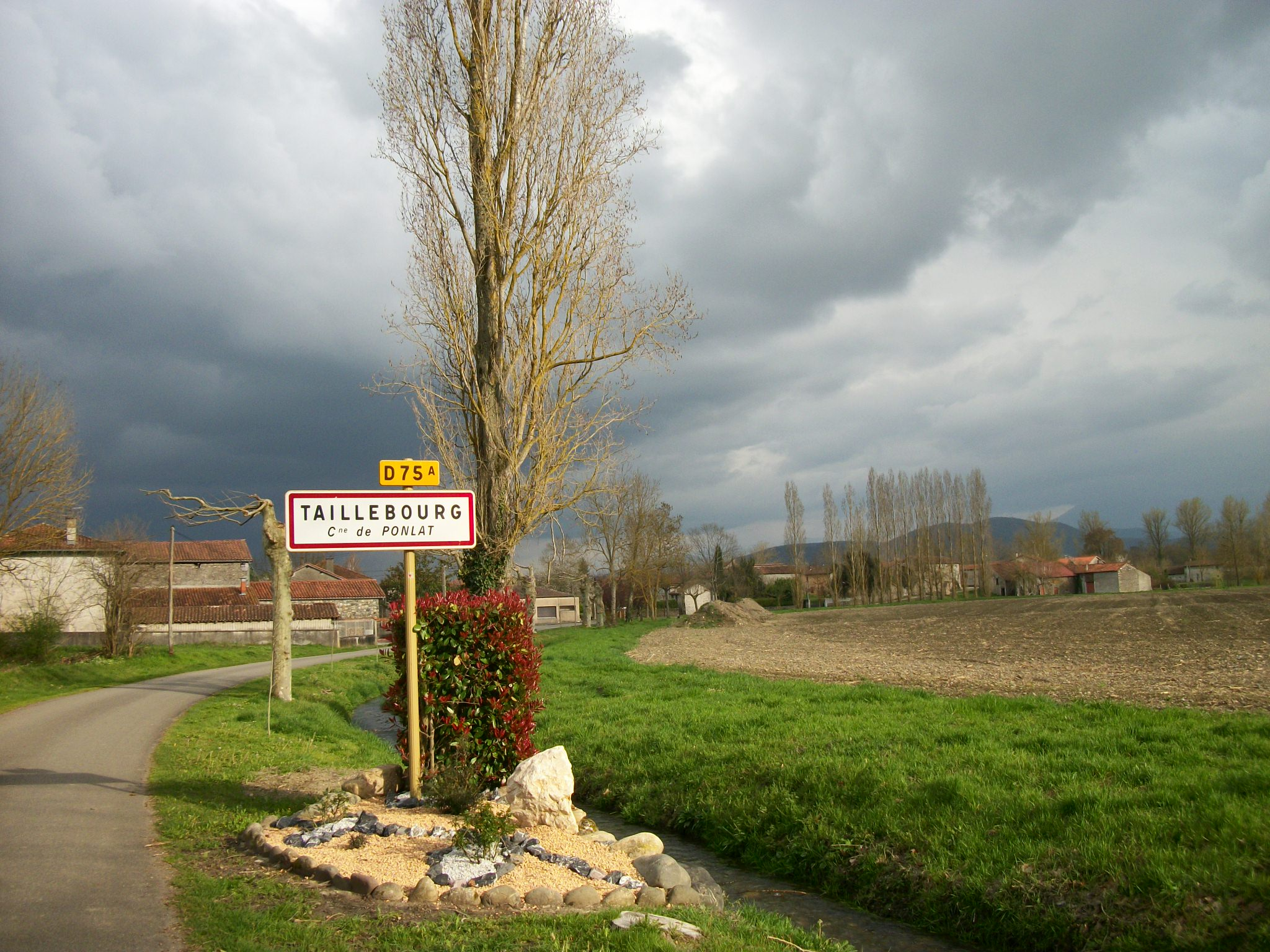
Panneau d'entrée du village avec à gauche l'eau d'un ruisseau dévié de la Garonne, les villageois l'appelle Garonnette.
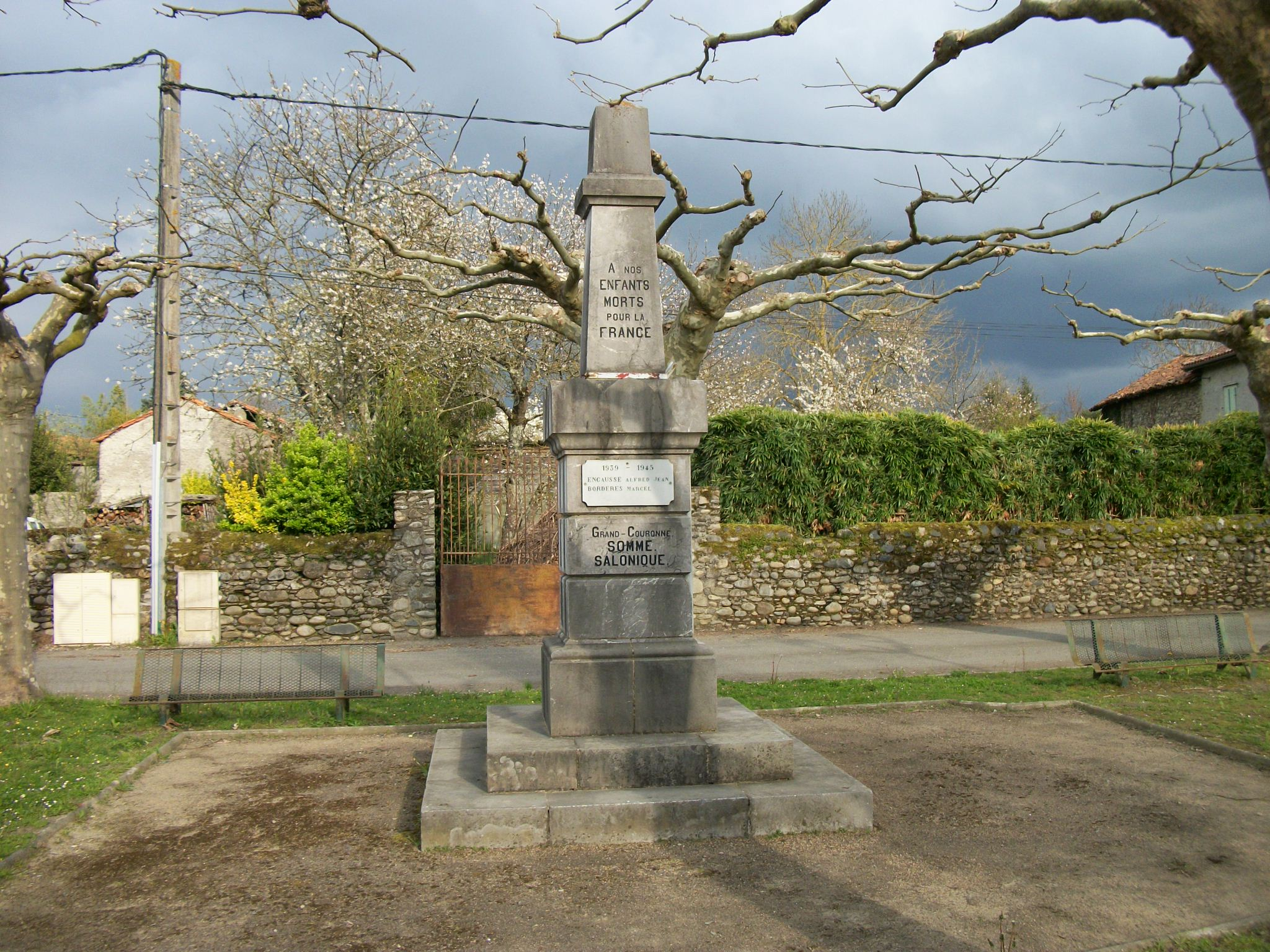
Le monument aux morts du village.

- Église Saint-Jean construite en 1881.
- Oratoire de l'Immaculée Conception.

### Personnalités liées à la commune
- Pierre Bouche

## Pour approfondir